# Butler Beach
Butler Beach és una concentració de població designada pel cens dels Estats Units a l'estat de Florida. Segons el cens del 2000 tenia 4.436 habitants.

## Demografia
Segons el cens del 2000, Butler Beach tenia 4.436 habitants, 2.152 habitatges, i 1.385 famílies. La densitat de població era de 687,9 habitants per km².
Dels 2.152 habitatges en un 13,6% hi vivien nens de menys de 18 anys, en un 57,8% hi vivien parelles casades, en un 4,8% dones solteres, i en un 35,6% no eren unitats familiars. En el 28% dels habitatges hi vivien persones soles el 12,7% de les quals corresponia a persones de 65 anys o més que vivien soles. El nombre mitjà de persones vivint en cada habitatge era de 2,06 i el nombre mitjà de persones que vivien en cada família era de 2,47.
Per edats la població es repartia de la següent manera: un 12,1% tenia menys de 18 anys, un 4,3% entre 18 i 24, un 19,6% entre 25 i 44, un 34,4% de 45 a 60 i un 29,6% 65 anys o més.
L'edat mediana era de 54 anys. Per cada 100 dones de 18 o més anys hi havia 93,4 homes.
La renda mediana per habitatge era de 46.319 $ i la renda mediana per família de 61.850 $. Els homes tenien una renda mediana de 36.875 $ mentre que les dones 31.399 $. La renda per capita de la població era de 31.193 $. Entorn del 4,2% de les famílies i el 6,3% de la població estaven per davall del llindar de pobresa.

## Poblacions properes
El següent diagrama mostra les poblacions més properes.